# コ・ウンリョン
コ・ウンリョン（ハングル表記：고은령）は、大韓民国の公演制作者で司会者。視覚障害者と聴覚障害者のための演劇公演や教育啓発活動などをする団体であるポドゥル劇場の代表を2020年から務めている。コ・テヨン（고태영）に改名した。
中学生のときから演劇が好きで劇場に通っていた。中央大学校の英語英文学科を卒業したが、大学では演劇同好会に所属した。2001年から2002年までニューヨークのラジオコリアのディスクジョッキーを務めた。2005年にKBS第31期公開採用でアナウンサーとして採用され入局し、2010年に退局した。KBS退局後に演劇の勉強をきっかけにして視覚障害者や聴覚障害者が健常者と共に演劇などの公演を楽しめるようにする活動を始めた。そのためにスタジオミュージカルを設立し、2012年から2019年まで代表を務めた。この活動が評価されて2015年に社会的起業家フェスティバルで優秀賞を受賞した。2017年に韓国芸術総合学校演劇院で演劇学の修士を取得した。
2018年に著書『보들극장 아빠가 사라졌다! 고은령의 장애유형별 맞춤 연극 창작법』（ポドゥル劇場 お父さんが消えた! コ・ウンリョンの障害類型別にぴったりの演劇創作法）を出版した。この本には自身の活動についてのエッセイと2017年に執筆した修士論文とミュージカル『お父さんが消えた!』の台本を収めた。2020年にポドゥル劇場代表に就任した。ポドゥル(보들)劇場とはポイゴドゥルリヌン(보이고 들리는)劇場すなわち見えて聞こえる劇場、視覚障害者にも見えて聴覚障害者にも聞こえる劇場の意味を持たせた命名で、演劇公演や教育啓発活動などをする団体である。